# Otávio Gouveia de Bulhões
Otávio Gouveia de Bulhões (Rio de Janeiro, 7 de janeiro de 1906 – Rio de Janeiro, 13 de outubro de 1990) foi um advogado e economista brasileiro.

## Perfil
Filho de Otávia Gouveia de Bulhões e do diplomata Godofredo de Bulhões, passou a primeira infância na França e na Áustria. Voltou a residir no Rio de Janeiro aos oito anos de idade. Homem de hábitos simples, tido como lacônico e discreto, casou-se com sua prima, dona Yedda, e teve quatro filhos. Foi um grande fã de música clássica e presidente do conselho da Orquestra Sinfônica Brasileira.
Quanto a questões políticas, Octavio mantinha-se neutro. Embora tenha vivenciado anos de profundas transformações no Brasil e no mundo, preocupava-se com o desenvolvimento econômico de seu país.
Já no campo econômico defendia a corrente liderada por Eugênio Gudin, preocupando-se principalmente com a estabilidade da moeda e o combate à inflação. É classificado como liberal dentro do pensamento econômico brasileiro. Foi influenciado desde jovem pelos livros do economista Adam Smith.

## Formação e carreira acadêmica
Formou-se bacharel em ciências jurídicas e sociais (Direito) com curso de doutorado pela Faculdade do Rio de Janeiro. Fez curso de especialização em economia na American University (Washington). Foi catedrático por concurso da Faculdade Nacional de Ciências Econômicas do Rio de Janeiro. Foi doutor honoris causa em economia pela Escola de Pós-Graduação em Economia da Fundação Getúlio Vargas. Foi professor emérito da Universidade Federal do Rio de Janeiro.

## Cargos
- Ingressou no Ministério da Fazenda em 1926, na Seção Diretoria-Geral do Imposto de Renda;
- Membro do Conselho Nacional de Economia, do Conselho Superior da Caixa Econômica Federal e do Primeiro Conselho de Contribuintes (1934);
- Chefe da Seção de Estudos Econômicos e Financeiros (1939-51);
- Membro da Delegação do Brasil à Conferência Monetária e Financeira de Bretton Woods, EUA (1944);
- Ministro interino da Fazenda, no governo Café Filho
- Diretor-Executivo da Superintendência da Moeda e do Crédito (SUMOC), (1954-55 e 1961-62);
- Ministro da Fazenda, Indústria e Comércio, (1964), no segundo governo de Ranieri Mazzilli;
- Ministro da Fazenda, (1964-1967), no governo de Humberto de Alencar Castelo Branco;
- Presidente do Banco do Estado da Guanabara (que posteriormente tornou-se o BANERJ) e Presidente da COPEG (Companhia Progresso do Estado da Guanabara S/A) no período de 1971-73.
- Presidente do Instituto Brasileiro de Economia (IBRE/FGV – pós 1967).

Foi cotado para presidente do Banco Central no governo de Ernesto Geisel, mas a oposição de Mário Henrique Simonsen tirou-o do governo.
Maria da Conceição Tavares era sua assistente na FGV, em novembro de 1975, quando ao tentar tomar um voo para o exterior foi presa pelo Regime Militar, mas libertada por interferência do governo.

## Destaques durante o cargo de Ministro da Fazenda (1964-1967)
- Autorização da emissão de Obrigações Reajustáveis do Tesouro;
- Elaboração do projeto de sistematização tributária que encaminhado ao Congresso Nacional se converteu na Emenda Constitucional nº. 18 de 1º de dezembro de 1965 e do Anteprojeto do Código Tributário Nacional consubstanciado na Lei nº. 5.172 de 25 de outubro de 1966;
- Instituição do cruzeiro novo;
- Reformulação da Legislação do Imposto de Consumo que passou a se denominar Imposto sobre Produtos Industrializados, do Imposto de Renda e do Imposto de Importação;
- Criação do Imposto sobre Transporte Rodoviário, do Imposto único sobre Minerais e do Imposto sobre Operações Financeiras;
- Transformação da Superintendência da Moeda e do Crédito em autarquia federal sob a denominação de Banco Central da República do Brasil;
- Criação do Banco Nacional da Habitação - BNH;
- Criação da Sociedade de Crédito Mobiliário e Letras Imobiliárias;
- Reorganização da Divisão do Imposto de Renda e das Diretorias de Rendas Internas e Rendas Aduaneiras transformando-as em Departamentos;
- Criação do Departamento de Arrecadação e recolhimento de receitas federais por intermédio de estabelecimentos bancários oficiais e privados;
- Extinção do Imposto do Selo;
- Criação do Conselho Monetário Nacional;
- Concessão de estímulos fiscais à capitalização das empresas (Dec. - Lei n° 157/67);
- Criação do Cadastro Geral de Pessoas Físicas e Jurídicas;
- Criação do SERPRO (Serviço Federal de Processamento de Dados).

## Destaques de sua bibliografia
- Orientação e controle em economia. Rio de Janeiro /Bedeschi, 1941.
- O banco central no Brasil [Catálogo antigo]. Rio de Janeiro: Ministério da Fazenda, 1946.
- A margem de um relatório: texto das conclusões da Comissão Mista Brasileiro-Americana de Estudos Econômicos (Missão Abbink). Rio de Janeiro: Ed. Financeiras, 1950.
- Economia e política econômica. Rio de Janeiro Agir, 1960.
- Función de los precios en el desarrollo. Mexico: Centro de Estudios Monetarios Latinoamericanos, 1961.
- Educação para o desenvolvimento. Rio de Janeiro: Reper, 1966.
- Dois conceitos de lucro. Rio de Janeiro APEC, 1969.
- Ensaios econômicos. Rio de Janeiro: APEC, 1972.
- O Brasil e a política monetária internacional. Rio de Janeiro, 1972.
- Política monetária brasileira. Brasília IPEAC, 1973.
- Evolução do capitalismo no Brasil. Rio de Janeiro: Bloch, 1976.